# Кузнецов, Николай Герасимович
Никола́й Гера́симович Кузнецо́в (11 (24) июля 1904, Медведки (ныне Котласского района Архангельской области) — 6 декабря 1974, Москва, РСФСР, СССР) — советский военно-морской деятель, Адмирал Флота Советского Союза (3 марта 1955). В 1939—1947 и 1951—1955 годах возглавлял советский Военно-морской флот (как Народный комиссар Военно-морского флота (1939—1946), Военно-морской министр (1951—1953) и Главнокомандующий ВМФ СССР). Герой Советского Союза (14.09.1945). Член ЦК ВКП (б) (1939—1956), депутат Верховного Совета СССР 2-го и 4-го созывов.

## Начало карьеры
Сын казённого крестьянина Герасима Фёдоровича Кузнецова (1861—1915). С 1915 года работал «мальчиком» в столовой в городе Котлас, с 1916 года — матрос на речных судах в Котласе и Архангельске. С 1917 года — рассыльный Архангельского порта.
В 1919 году 15-летний Николай Кузнецов вступил в Северо-Двинскую военную речную флотилию, приписав себе два года, чтобы быть принятым (с того времени и до конца жизни Кузнецов во всех документах своим годом рождения указывал 1902-й). В 1921—1922 годах — строевой Архангельского флотского экипажа. С 1922 года служил в Петрограде, в 1923—1926 годах учился в Военно-морском училище им. М. В. Фрунзе, которое окончил с отличием 5 октября 1926 года.
Местом службы выбрал Черноморский флот и крейсер «Червона Украина». Это был первый из достроенных в СССР крейсеров типа «Светлана». Служил командиром батареи, командиром роты, старшим вахтенным начальником. Особо отличился, когда на корабле во время визита в Стамбул вспыхнул пожар в помещении кочегаров рядом с артиллерийским погребом, а Кузнецов оставался старшим на борту — не только умело руководил быстрой ликвидацией возгорания, но к рассвету были устранены все видимые следы пожара. В 1929—1932 годах — слушатель Военно-морской академии (направлен в неё по личному распоряжению народного комиссара по военным и морским делам К. Е. Ворошилова, высоко оценившего действия Кузнецова при высадке учебного десанта), которую также окончил с отличием. В 1932—1933 годах — старший помощник командира крейсера «Красный Кавказ». С ноября 1933 по август 1936 года командовал крейсером «Червона Украина», где довёл до совершенства систему боевой готовности одиночного корабля. Крейсер был признан лучшим надводным кораблём Черноморского флота и в целом РККФ, а его командир был награждён золотыми часами и автомобилем ГАЗ-А.
В августе 1936 года отправлен на гражданскую войну в Испанию, где был главным военно-морским советником республиканского правительства. Принял псевдоним дон Николас Лепанто, в честь самой великой морской победы Испании. Участвовал в подготовке и проведении боевых операций республиканского флота, обеспечивал приём транспортов из СССР. За службу в Испании награждён орденами Ленина и Красного Знамени.
С августа 1937 года — капитан 1-го ранга и заместитель командующего, с января 1938 по март 1939 года — командующий Тихоокеанским флотом. 2 февраля 1938 года присвоено очередное воинское звание флагман 2-го ранга. Силы флота под командованием Кузнецова поддерживали действия сухопутных сил во время боёв у озера Хасан.
В марте 1939 года Кузнецов назначен заместителем Наркома ВМФ СССР. 3 апреля 1939 года ему присвоено внеочередное воинское звание флагман флота 2-го ранга.

## Нарком ВМФ СССР
29 апреля 1939 года 34-летний Кузнецов назначен Народным комиссаром ВМФ СССР. Он был самым молодым наркомом в Союзе и первым моряком на этой должности. Ранее наркомами были армейский комиссар 1-го ранга П. А. Смирнов и командарм 1-го ранга М. П. Фриновский. Оба они были активными организаторами репрессий на флоте, причём во всех случаях смена руководства сопровождалась физической ликвидацией предыдущего.
Внёс большой вклад в укрепление обезглавленного чистками флота перед войной; провёл ряд крупных учений, лично посетил множество кораблей, решая организационные и кадровые вопросы. Стал инициатором открытия новых морских училищ и морских спецшкол (впоследствии нахимовских училищ). Также его приказом в 1939 году была сохранена старая Петербургская инженерная научно-педагогическая школа, был возвращён обратно в Ленинград Морской инженерный факультет, и под именем ВИТУ восстановлена Николаевская инженерная научно-педагогическая школа. При его активном участии были приняты дисциплинарный и корабельный уставы ВМФ. 24 июля 1939 года по его инициативе введён День Военно-Морского Флота. При введении генеральских и адмиральских званий в июне 1940 года ему было присвоено звание адмирала. Его приказом в 1941 году было создано первое водолазное специальное подразделение РОН (Рота особого назначения).

## Великая Отечественная война

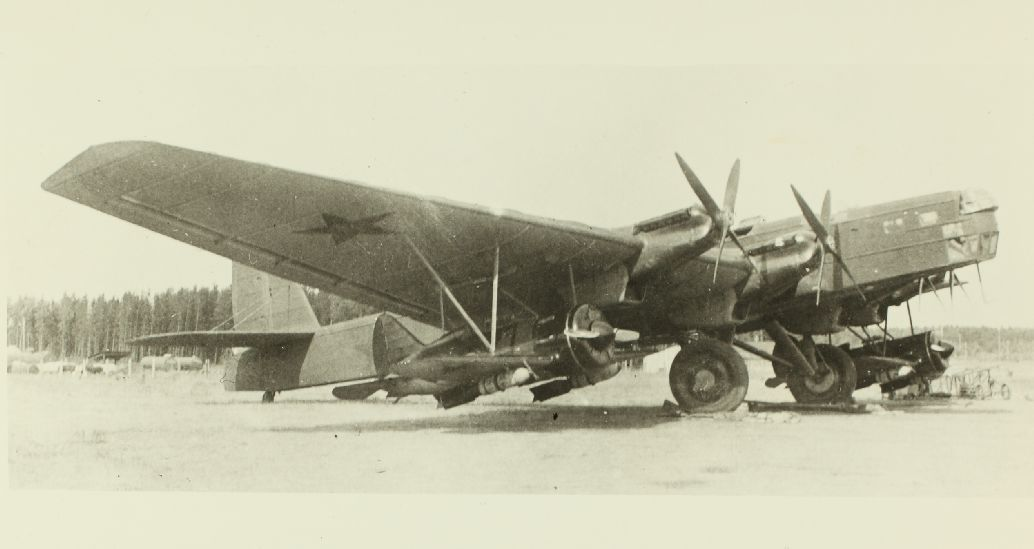
Самолёты проекта «Звено», находившиеся под командованием адмирала Кузнецова

К началу Великой Отечественной войны адмирал Кузнецов внёс существенный вклад в усиление боевой мощи, в повышение боеготовности сил и средств ВМФ. Накануне нападения Германии на СССР принял действенные меры по повышению боеготовности флотов, а в ночь на 22 июня отдал приказ о приведении их в полную боевую готовность, что позволило избежать потерь кораблей и морской авиации.
Во время войны Кузнецов был членом Ставки Верховного Главнокомандования, постоянно выезжал на корабли и фронты. Флот предотвратил вторжение на Кавказ с моря. Большую роль в противодействии противнику сыграли морская авиация и подводный флот. ВМФ оказывал помощь союзникам, а кроме того, сопровождал корабли, идущие по ленд-лизу. Значительная роль уделялась морскому образованию и учёту опыта войны.
Со 2 февраля 1945 года Н. Г. Кузнецов — член Государственного комитета обороны (ГКО). Для решения важнейших вопросов строительства и применения ВМФ за годы войны был 64 раза вызван на приём к И. В. Сталину.
В 1945 году участвовал в составе советской делегации в работе Крымской и Потсдамской конференций руководителей трёх союзных держав.
31 мая 1944 года Кузнецову присвоено воинское звание адмирал флота (четыре звезды, равное генералу армии). 25 мая 1945 года это звание приравнено к званию Маршала Советского Союза и введены погоны маршальского типа.
В августе 1945 года участвовал в советско-японской войне, находясь на Дальнем Востоке и выполняя функции заместителя по флоту Главнокомандующего советскими войсками на Дальнем Востоке Маршала Советского Союза А. М. Василевского.
14 сентября 1945 года Н. Г. Кузнецову присвоено звание Героя Советского Союза.

## Первая опала
25 февраля 1946 года самостоятельный Наркомат ВМФ СССР был упразднён и Военно-морской флот был включён в состав объединённого Наркомата Вооружённых сил СССР. Кузнецов был назначен главнокомандующим ВМФ — заместителем Наркома (затем Министра) Вооружённых сил СССР. В послевоенный период у Н. Г. Кузнецова возникли существенные разногласия с И. В. Сталиным по поводу программы дальнейшего развития ВМФ, начавшиеся с того, что в 1945 году Сталин отверг разработанную под руководством Кузнецова десятилетнюю программу военного судостроения, а Кузнецов не согласился с рядом взглядов Сталина на вопросы послевоенного развития флота. Кроме того, он возражал против разделения Балтийского флота на два самостоятельных флота — Южно-Балтийский и Северо-Балтийский (позднее 4-й и 8-й ВМФ), инициированного Сталиным в 1946 году. В январе 1947 года был снят с поста Главкома и в феврале 1947 года назначен начальником Управления военно-морских учебных заведений.
12 января 1948 года Кузнецов вместе с группой адмиралов (Л. М. Галлером, В. А. Алафузовым и Г. А. Степановым) по доносу В. И. Алфёрова был предан Суду чести Министерства Вооружённых сил СССР под председательством Маршала Советского Союза Говорова. Обвинение состояло в том, что в 1942—1944 годах они без разрешения Правительства СССР передали Великобритании и США секретные чертежи и описания высотной парашютной торпеды, дистанционной гранаты, нескольких корабельных артиллерийских систем, схемы управления стрельбой, а также большое количество секретных морских карт. Суд чести 15 января признал их виновными и постановил ходатайствовать перед Советом министров СССР о предании виновных суду Военной коллегии Верховного суда СССР.
2 — 3 февраля 1948 года Военная коллегия Верховного суда СССР признала Кузнецова виновным в предъявленных ему обвинениях, но, учитывая его большие заслуги в прошлом, постановила не применять к нему уголовного наказания. Одновременно Военная коллегия постановила ходатайствовать перед Советом Министров о понижении Кузнецова в воинском звании до контр-адмирала. Остальные обвиняемые были осуждены на различные сроки заключения.
С июня 1948 года Кузнецов — заместитель Главнокомандующего войсками Дальнего Востока по военно-морским силам.
С февраля 1950 года — командующий 5-м военно-морским флотом на Тихом океане.
В январе 1951 года Кузнецову было присвоено очередное воинское звание — вице-адмирал.
20 июля 1951 года Кузнецов вновь возглавил флот как Военно-морской министр СССР (до 15 марта 1953 года), но звание адмирала флота было возвращено только 13 мая 1953 года — после смерти Сталина и снятия судимости.

## Вторая опала
В 1953—1955 годах Кузнецов — первый заместитель Министра обороны СССР, Главнокомандующий ВМФ. 3 марта 1955 года в советской системе воинских званий звание адмирал флота было заменено на «Адмирал Флота Советского Союза». Также было установлено ношение особого знака отличия Маршальская звезда при парадной форме.
В тот период Кузнецов уделял большое внимание технологическому перевооружению флота, в частности развитию авианосцев.
К 1955 году у него, по его словам, «сложились явно неприязненные отношения» с Хрущёвым, отношения с министром обороны Г. К. Жуковым были также нетоварищеские. В начале 1955 года Кузнецов перенёс инфаркт и в мае 1955 года обратился к Жукову с просьбой освободить его от должности по состоянию здоровья. Ответа не было, но в июне исполнение обязанностей главкома ВМФ было возложено на С. Г. Горшкова. А в декабре 1955 года Кузнецова под предлогом виновности во взрыве на линкоре «Новороссийск» (катастрофа произошла 29 октября 1955 года, к тому времени Кузнецов около пяти месяцев находился в отпуске по болезни) сняли с должности. 17 февраля 1956 года он был понижен в звании до вице-адмирала и отправлен в отставку. Хрущёв в своих мемуарах объясняет увольнение Кузнецова необходимостью положить решительный конец «проявлениям бонапартизма» в военной среде.
Писал воспоминания. Его первая крупная работа — исследование роли республиканского флота в гражданской войне в Испании в 1936—1939 годах в сборнике «Из истории освободительной войны испанского народа» (М.: издательство Наука, 1959) — вышла в свет под псевдонимом «Н. Николаев», но затем Кузнецов добился права публиковаться под своей фамилией. При жизни вышло четыре «официальных» книги мемуаров. Но, как оказалось, Кузнецовым была написана и пятая книга «Крутые повороты», опубликованная через 23 года после его смерти: о войне, о репрессиях, о Сталине, о послевоенной опале; в ней он резко критикует партийное вмешательство в дела армии и утверждает: «государством должен править закон». В отличие от многих других «маршальских» воспоминаний, записки написаны Кузнецовым лично и отличаются хорошим стилем. В официальной истории войны его роль из-за опалы часто затушёвывалась. Кроме книг, написал свыше 100 публикаций в ведущие исторические журналы («Военно-исторический журнал», «Вопросы истории», «Новая и новейшая история», «Нева», характерно, что в журнале Военно-Морского флота «Морской сборник» первая статья Н. Г. Кузнецова была опубликована уже после его смерти, в 1975 году) и в различные сборники.

## Восстановление имени

Могила на Новодевичьем кладбище

После отставки Жукова в 1957 году и Хрущёва в 1964 году группа ветеранов ВМФ неоднократно ходатайствовала перед правительством о том, чтобы Кузнецов был восстановлен в звании и устроен в Группу генеральных инспекторов Министерства обороны (что дало бы ему, помимо почётных, и материальные преимущества). Тем не менее все эти инициативы наталкивались на противодействие главкома ВМФ, преемника Кузнецова, Сергея Горшкова.
После выступления нового Генерального секретаря ЦК КПСС Леонида Брежнева в год 20-летия Победы, в котором Кузнецов был назван среди выдающихся военачальников, он стал постепенно входить в общественную жизнь.
Даже посмертно Кузнецова не удавалось восстановить в звании, пока Горшков был жив. Лишь 26 июля 1988 года, через несколько месяцев после смерти Горшкова, Кузнецов посмертно был восстановлен в звании Адмирала Флота Советского Союза.

## Память

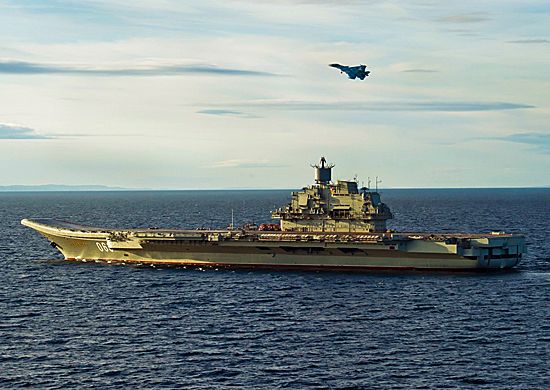
Авианесущий крейсер «Адмирал Флота Советского Союза Кузнецов»

Памятник в Архангельске

Бюст во Владивостоке около штаба ТОФ

Постановлением Правительства Российской Федерации от 6 июля 1999 года безымянной подводной горе в Тихом океане было присвоено наименование гора Адмирала Кузнецова.
Именем адмирала назван крупнейший корабль ВМФ России — тяжёлый авианесущий крейсер «Адмирал Флота Советского Союза Кузнецов».
Приказом министра обороны РФ № 25 от 27 января 2003 года учреждена ведомственная медаль Министерства обороны Российской Федерации «Адмирал Кузнецов».
В 2004 году на флоте широко отмечалось столетие со дня его рождения.

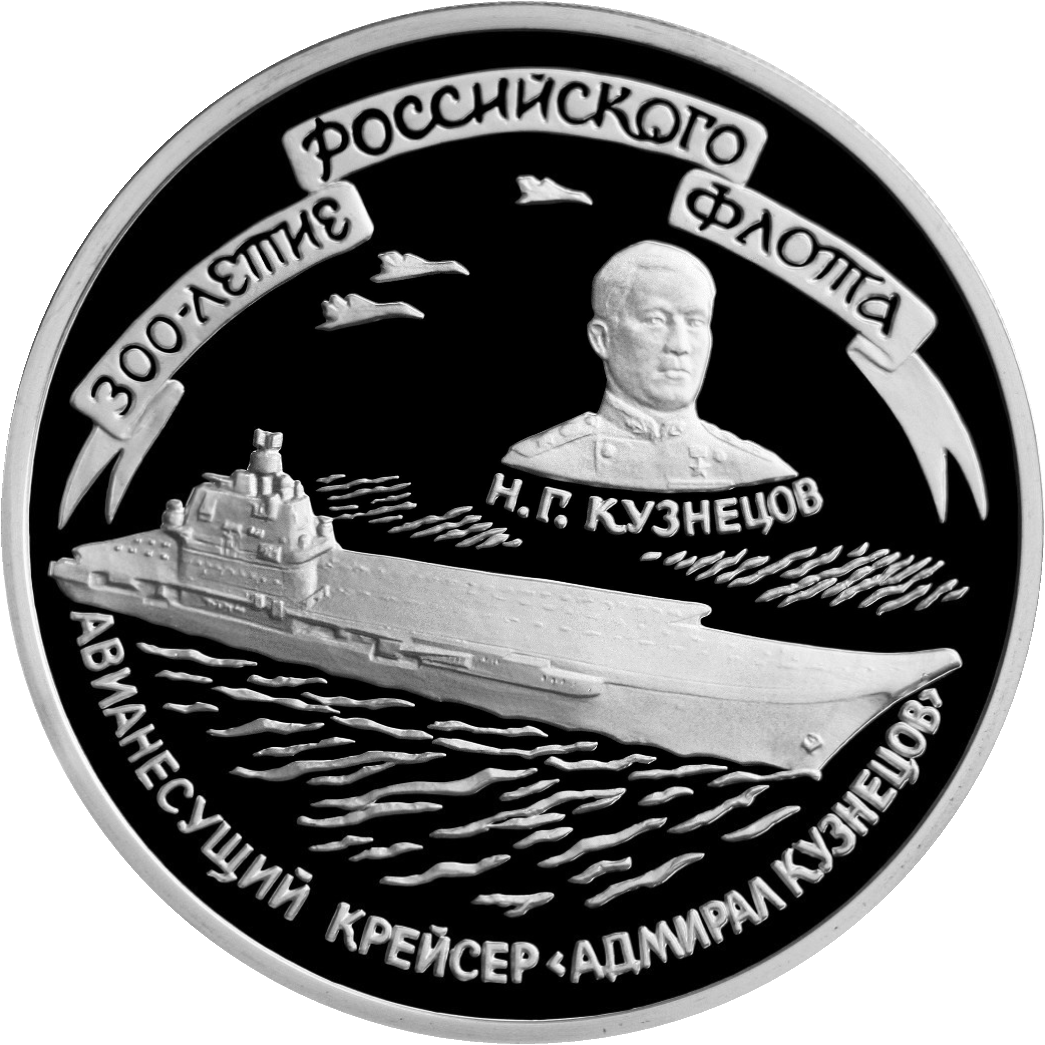
Памятная серебряная монета ЦБ РФ «Авианесущий крейсер „Адмирал Кузнецов“» в серии «300-летие Российского флота». Аверс.

Памятники Кузнецову воздвигнуты в Севастополе, Владивостоке, Архангельске и Вологде. Бюсты Кузнецова установлены в Военном инженерно-техническом университете в Санкт-Петербурге, во дворе школы № 1465 его имени в Москве, во дворе школы № 4 его имени в г. Таре Омской области, во дворе детского морского центра имени Петра Великого в Москве, у Дома детского творчества в городе Котласе, в сквере речников в Великом Устюге, у входа в Нахимовское военно-морское училище в Мурманске, на улице Автодора в Муроме, на территории парка «Патриот» в Кронштадте.
Мемориальные доски установлены на здании Главного штаба ВМФ в Москве, на доме № 9 по Тверской улице в Москве, на д. 118 на улице Запарина в Хабаровске, а также на доме № 9 на улице Адмирала Кузнецова в Архангельске .
Мемориальный музей создан в деревне Медведки Котласского района Архангельской области.
Сериал «Адмирал Кузнецов» режиссёра Сергея Виноградова (2024). Главную роль исполнил Игорь Петренко.
Именем Кузнецова названы:
- улицы в Архангельске, Владивостоке, Орле, Балашихе (мкр. Купавна) и Котласе; площадь в Барнауле;
- Военно-морская академия;
- пролив между островами Беринга и Медным;
- теплоход на реке Северной Двине;
- средние школы № 4 в городе Таре Омской области, № 1465 в Москве.

## Семья
Был женат дважды. Сын от первого брака Виктор (1932—2014).
Второй брак — жена Вера Николаевна, девичья фамилия Шетохина (1916—2003);
дети: Николай (1940—2005), инженер в сфере ядерных технологий, и Владимир (1946—2016).
Супруга, Николай и Владимир похоронены в одной могиле с Н. Г. Кузнецовым на Новодевичьем кладбище в Москве.

## Воинские звания
- Капитан 2-го ранга (ноябрь 1935);
- капитан 1-го ранга (15.08.1937)[30];
- флагман 2-го ранга (02.02.1938)[31];
- флагман флота 2-го ранга (03.04.1939[32], минуя звание флагмана 1-го ранга);
- адмирал (04.06.1940)[33];
- адмирал флота (31.05.1944)[34];
- контр-адмирал (10.02.1948);
- вице-адмирал (27.01.1951)[35];
- адмирал флота (13.05.1953);
- Адмирал Флота Советского Союза (03.05.1955);
- вице-адмирал (17.02.1956);
- Адмирал Флота Советского Союза (посмертно восстановлен в звании 26.07.1988).

## Награды
Награды СССР
- Герой Советского Союза (14.09.1945).
- 4 ордена Ленина (03.01.1937, 21.02.1945, 14.09.1945, 23.07.1952).
- 3 ордена Красного Знамени (21.06.1937, 03.11.1944, 15.11.1950).
- 2 ордена Ушакова I-й степени (22.07.1944, 28.06.1945).
- Орден Красной Звезды (23.12.1935).
- Медаль «За боевые заслуги».
- Медаль «За оборону Москвы».
- Медаль «За оборону Кавказа».
- Медаль «За победу над Германией в Великой Отечественной войне 1941—1945 гг.».
- Медаль «Двадцать лет победы в Великой Отечественной войне 1941—1945 гг.».
- Медаль «За победу над Японией».
- медаль «XX лет РККА» (22.02.1938)
- Медаль «30 лет Советской Армии и Флота».
- Медаль «40 лет Вооружённых Сил СССР».
- Медаль «50 лет Вооружённых Сил СССР».
- Знак «Участник боёв у озера Хасан» (1939).
- Именное оружие — пистолет системы Коровина (май 1932 года)[36].

Иностранные награды
- Кавалер ордена Возрождения Польши (ПНР, 1945).
- Орден «Крест Грюнвальда» I-й степени (ПНР, 1946).
- Орден Национального освобождения (СФРЮ, 1946).
- Орден Партизанской звезды I степени (СФРЮ, 1946).
- Орден «За боевые заслуги» (МНР, 1972).
- Медаль «За вашу и нашу свободу» (ПНР, 1967).

## Сочинения
- Накануне. — М.: Воениздат, 1966. — 342, [11] с. фот. — (Военные мемуары).
- На флотах боевая тревога. — М.: Воениздат, 1971. — 317, [25] с.: фот. — (Военные мемуары).
- Курсом к победе. — М.: Воениздат, 1975. — 510, [32] с. — (Военные мемуары).
- На далёком меридиане. — М.: Наука, 1966.
- Крутые повороты: из записок адмирала. — М.: Мол. гвардия, 1995.
- Испанский флот в борьбе за Республику. // Военно-исторический журнал. — 1962. — № 3. — С. 53—72.
- Вся жизнь — флоту (о Л. М. Галере). // Военно-исторический журнал. — 1963. — № 3. — С. 68—76.
- Военно-Морской Флот накануне Великой Отечественной войны. // Военно-исторический журнал. — 1965. — № 9. — С. 60—76.
- Видный политработник армии и флота (К 70-летию со дня рождения И. В. Рогова) // Военно-исторический журнал. — 1969. — № 8. — С. 42—47.
- Памятные дни 1945 года // Военно-исторический журнал. — 1972. — № 6. — С. 60—65.
- Адмирал Флота Советского Союза Н. Г. Кузнецов: «Наши отношения с Жуковым стали поистине драматическими…» // Военно-исторический журнал. — 1992. — № 1. — С. 74—82.

## Фильмы
- Далёкое-близкое (киноинтервью). Центрнаучфильм, реж. В. А. Николаева, 1971.
- День первый — день последний (Война глазами морского министра). Док. фильм АПН.
- Неизвестная война. Часть 17. Союзники (эпизоды). Документальный сериал, реж. Р. Кармен).
- Адмирал Кузнецов (сериал, реж. С. Виноградов, 2024). Главную роль исполнил Игорь Петренко.